# Eric Heiden
Dr. Eric Arthur Heiden (Madison, Wisconsin, 14. lipnja 1958.) slavni je američki olimpijac, peterostruki Olimpijski pobjednik u brzom klizanju, sa Zimskih Olimpijskih igara u Lake Placidu, 1980. godine.

## Športska karijera
Postigao je ono što nikada nitko, ni prije, ni poslije njega, nije postigao ni u jednom športu. Naime, na tim Igrama u Lake Placidu, Eric Heiden je pobijedio u svim disciplinama brzog klizanja - od pet mogućih pobjeda (i zlatnih medalja), Heiden je osvojio apsolutno sve. Pobijedio je na 500, 1000, 1500, 5000 i 10000 m. Podvig koji je ostao presedan, nezabilježen u športskoj povijesti.
Netom prije nego što će ostvariti ovaj jedinstveni športski podvig, Ericu Heidenu je pripala čast da u ime športaša izgovori Olimpijsku prisegu na otvaranju tih ZOI.  
Uz ove, olimpijske uspjehe, osvojio je i sedam naslova svjetskog prvaka, i to u "allround" natjecanju (serija od više utrka, nakon koje se dobije svjetski prvak), i u sprintu, kao i jedno drugo mjesto; na svjetskim prvenstvima u brzom klizanju, 1977., 1978., 1979. i 1980. godine. Postavljao je petnaest puta svjetske rekorde.
U izboru specijalizirane športske TV mreže ESPN ("Entertainment and Sports Programming Network") Eric Heiden je svrstan na 46. mjesto najvećih športaša 20. stoljeća. To možda i djeluje kao nelogičan i nepravedan izbor, ali brzo klizanje je kudikamo razvijenije i popularnije u Europi, nego u SAD, a i u izboru za najboljeg športaša na svijetu 1980. godine, najboljim športašem na svijetu je proglašen tenisač Bjorn Borg, osvajač Roland Garrosa i Wimbledona, a ne Heiden... Očito je da u takvim izborima veću snagu ima medijska i komercijalna strana nekog športa, nego striktno sami športski dosezi...
Po završetku karijere u brzom klizanju, Eric Heiden se počinje baviti biciklizmom, i to vrlo uspješno: 1985. godine postaje profesionalni prvak SAD u cestovnoj vožnji, sudjeluje, i završava, Giro d'Italia te iste godine, te je izborio plasman na Tour de France 1986. godine, ali tjedan dana pred nastup se ozljeđuje, i odustaje od Toura.
Uz više nego uspješnu športsku karijeru, završio je medicinu i specijalizirao je ortopediju, pa je u tom svojstvu radio i kao liječnik više športskih klubova (i u NBA ligi), kao i u američkoj reprezentaciji u brzom klizanju.
Otvorio je, i vodi, privatnu kliniku "Heiden Orthopaedics", u Park Cityju, u državi Utah.